# Yazid ibn Hatim al-Muhallabi
Yazid ibn Hatim al-Muhallabi, död 787, var en abbasidisk ämbetshavare.
Han var guvernör i Egypten 762-769. 